# Ionuț Mișa
Ionuț Mișa (n. 7 ianuarie 1975, Constanța, România) este un om politic român, care a deținut funcția de ministru al Finanțelor Publice din 29 iunie 2017 până la demiterea Guvernului Mihai Tudose pe 29 ianuarie 2018.

## Biografie profesională
Ionuț Mișa este considerat a fi promotorul „revoluției fiscale” din 2017.
Pe 28 martie 2018, Ionuț Mișa a fost numit șef al Agenției Naționale de Administrare Fiscală, iar pe data de 3 ianuarie 2019 a fost demis din funcție și înlocuit de Mihaela Triculescu